# Fridolin von Senger und Etterlin
Fridolin Rudolf Theodor von Senger und Etterlin (ur. 4 września 1891, zm. 9 stycznia 1963) – niemiecki generał z okresu II wojny światowej.

## Życiorys
Frido von Senger und Etterlin urodził się w Waldshut w Niemczech w arystokratycznej rodzinie katolickiej. Do wojska wstąpił w 1910, rozpoczynając służbę jako artylerzysta. Następnie kształcił się na Oxford University korzystając ze stypendium Rhodesa dla studentów z zagranicy. Biegle posługiwał się językiem angielskim, francuskim i włoskim. W I wojnie światowej brał udział w stopniu porucznika.
Po zakończeniu działań wojennych służył nadal w Reichswehrze jako dowódca szwadronu 18 Regimentu Kawalerii. W 1927 otrzymał awans na kapitana, w 1936 na podpułkownika, a w 1939, gdy dowodził 22 Regimentem Kawalerii, na pułkownika.

### II wojna światowa
W czasie kampanii francuskiej von Senger und Etterlin dowodził Schnelle Brigade von Senger (szybką brygadą), a po zakończeniu działań był członkiem niemieckiej komisji nadzorującej francusko-włoskie zawieszenie broni. 1 września 1941 awansował na stopień generalmajora (odpowiednik generała brygady).
10 października 1942 roku generał von Senger objął dowodzenie nad 17 Dywizją Pancerną na froncie wschodnim i 1 maja 1943 roku otrzymał awans na generalleutnanta (generała dywizji). W czerwcu został głównodowodzącym wojsk niemieckich na Sycylii, której bronił podczas alianckiej inwazji. W sierpniu dowodził ewakuacją wojsk niemieckich stacjonujących na Sardynii i Korsyce. 8 października 1943 objął dowodzenie nad XIV Korpusem Pancernym we Włoszech, a 1 stycznia 1944 został awansowany na stopień General der Panzertruppen (generała broni wojsk pancernych).

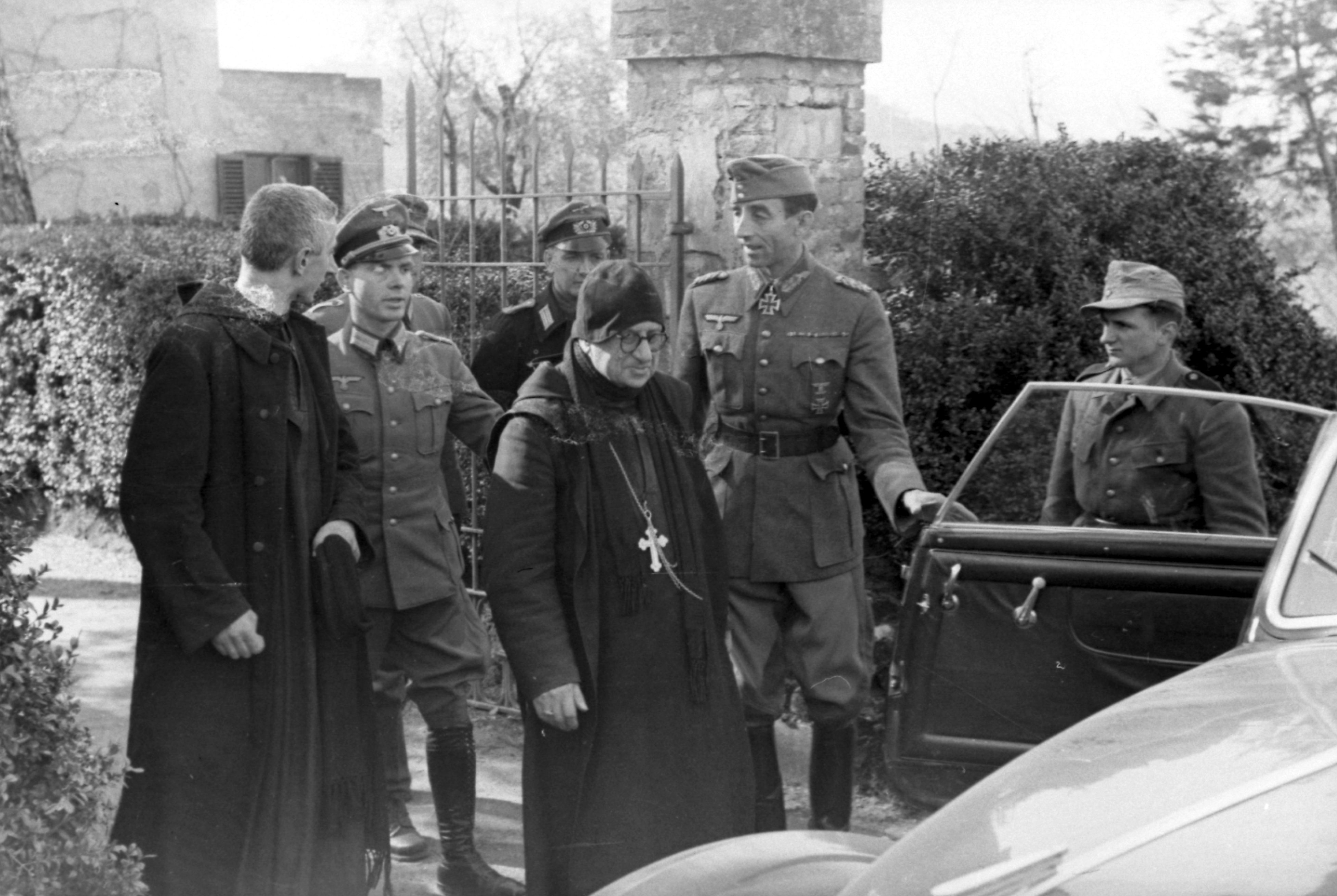
Senger und Etterlin (drugi od prawej) pod Monte Cassino, luty 1944

W czasie bitwy o Monte Cassino von Senger bardzo skutecznie dowodził obroną linii Gustawa, która obejmowała m.in. wzgórze klasztorne zbombardowane przez samoloty alianckie przed nowozelandzkim szturmem. Zniszczone opactwo należało do zakonu benedyktynów, którego świeckim członkiem był sam gen. Senger. Niemieckie pozycje linii Gustawa zostały ostatecznie przełamane przez aliantów w maju 1944 roku.
Przed bitwą generał von Senger und Etterlin dostarczył środki transportowe (m.in. z Dywizji Pancerno-Spadochronowej „Hermann Göring”), by ewakuować skarbiec opactwa. Podczas kilkudniowej operacji ewakuacyjnej żadna z ciężarówek nie została zaatakowana, co mogłoby świadczyć o jakimś tajnym porozumieniu między stronami w tej sprawie.
Frido von Senger und Etterlin był jednym z tych generałów, którzy nie akceptowali nazizmu, ale nie uczestniczył w spisku na życie Hitlera.

### Po wojnie
Po wojnie wydał wspomnienia zatytułowane Bez strachu i bez nadziei (wyd. ang. Neither Fear nor hope: the wartime career of General Frido von Senger und Etterlin, defender of Cassino, London 1963) z przedmową Basila H. Liddella Harta, jak również kilka opracowań z dziedziny taktyki i teorii wojskowości.
W 1960 wziął udział w dyskusji przed mikrofonami BBC na temat bitwy o Monte Cassino, w której uczestniczyli Dan Davin, również stypendysta Rhodesa oraz Desmond Costello, obaj pracujący niegdyś w oddziale wywiadu gen. Bernarda Freyberga. W tym samym roku von Senger udzielił wywiadu w programie telewizyjnym BBC Face to Face.
Frido von Senger und Etterlin zmarł we Freiburgu. Jego syn, Ferdinand Maria von Senger und Etterlin (1923–1987), był generałem Bundeswehry i autorem prac z dziedziny teorii wojskowości, a w latach 1979–1983 dowódcą Allied Joint Force Command Brunssum (JFC Brunssum).
Został pochowany na cmentarzu w Häg-Ehrsberg.

## Odznaczenia
- Krzyż Żelazny II Klasy (1914) (28 czerwca 1915)[6]
- Krzyż Żelazny I Klasy (1914) (17 sierpnia 1917)[6]
- Czarna Odznaka za Rany (1918)[6]
- Okucie Ponownego Nadania Krzyża Żelaznego II Klasy (20 maja 1940)[6]
- Okucie Ponownego Nadania Krzyża Żelaznego I Klasy (8 lipca 1940)[6]
- Kawaler Krzyża Orderu Lwa Zeryngeńskiego II Klasy z Mieczami[6]
- Krzyż Honorowy dla Walczących na Froncie[6]
- Wielki Oficer Orderu Korony Włoch[6]
- Odznaka za 25-letnią Służbę w Heer[6]
- Krzyż Rycerski Krzyża Żelaznego (8 lutego 1943)[6]
  - Liście Dębu do Krzyża Rycerskiego Krzyża Żelaznego (5 kwietnia 1944)[6]
- Wspomnienie w Wehrmachtbericht (5 października 1943)[6]
- Złoty Krzyż Niemiecki (11 października 1943)[6]